# Clifton (New Jersey)
Clifton ist eine Stadt im Passaic County des Bundesstaats New Jersey in den USA.
Das U.S. Census Bureau ermittelte bei der Volkszählung 2020 eine Einwohnerzahl von 90.296.

## Geographie
Nach dem amerikanischen Vermessungsbüro hat die Stadt eine Gesamtfläche von 29,5 km², davon 29,3 km² Land- und 0,3 km² (0,88 %) Wasserfläche.

## Demographie
Nach der Volkszählung von 2000 gibt es 78.672 Menschen, 30.244 Haushalte und 20.354 Familien in der Stadt. Die Bevölkerungsdichte beträgt 2.688,1 Einwohner pro km². 76,22 % der Bevölkerung sind Weiße, 2,89 % Afroamerikaner, 0,24 % amerikanische Ureinwohner, 6,44 % Asiaten, 0,03 % pazifische Insulaner, 9,60 % anderer Herkunft und 4,57 % Mischlinge. 19,84 % sind Latinos unterschiedlicher Abstammung.
Von den 30.244 Haushalten haben 28,9 % Kinder unter 18 Jahre. 51,3 % davon sind verheiratete, zusammenlebende Paare, 11,5 % sind alleinerziehende Mütter, 32,7 % sind keine Familien, 27,9 % bestehen aus Singlehaushalten und in 13,7 % Menschen sind älter als 65. Die Durchschnittshaushaltsgröße beträgt 2,59, die Durchschnittsfamiliengröße 3,20.
21,6 % der Bevölkerung sind unter 18 Jahre alt, 7,7 % zwischen 18 und 24, 30,7 % zwischen 25 und 44, 22,5 % zwischen 45 und 64, 17,6 % älter als 65. Das Durchschnittsalter beträgt 39 Jahre. Das Verhältnis Frauen zu Männer beträgt 100:91,4, für Menschen älter als 18 Jahre beträgt das Verhältnis 100:88,1.
Das jährliche Durchschnittseinkommen der Haushalte beträgt 50.619 USD, das Durchschnittseinkommen der Familien 60.688 USD. Männer haben ein Durchschnittseinkommen von 40.143 USD, Frauen 32.090 USD. Der Prokopfeinkommen der Stadt beträgt 23.638 USD. 6,3 % der Bevölkerung und 4,3 % der Familien leben unterhalb der Armutsgrenze, davon sind 8,6 % Kinder oder Jugendliche jünger als 18 Jahre und 5,2 % der Menschen sind älter als 65.

## Söhne und Töchter der Stadt
- Walt Szot (1920–1981), American-Football-Spieler
- Rubin Carter (1937–2014), Boxer und Bürgerrechtler
- Frankie Randall (1938–2014), Pianist und Sänger
- Robert Leeshock (* 1961), Schauspieler
- Vera Farmiga (* 1973), Schauspielerin und Regisseurin
- Jessica Bruder, Journalistin und Autorin
- Sofia Black-D’Elia (* 1991), Schauspielerin
- Matt Miazga (* 1995), US-amerikanisch-polnischer Fußballspieler